# Мышечная система

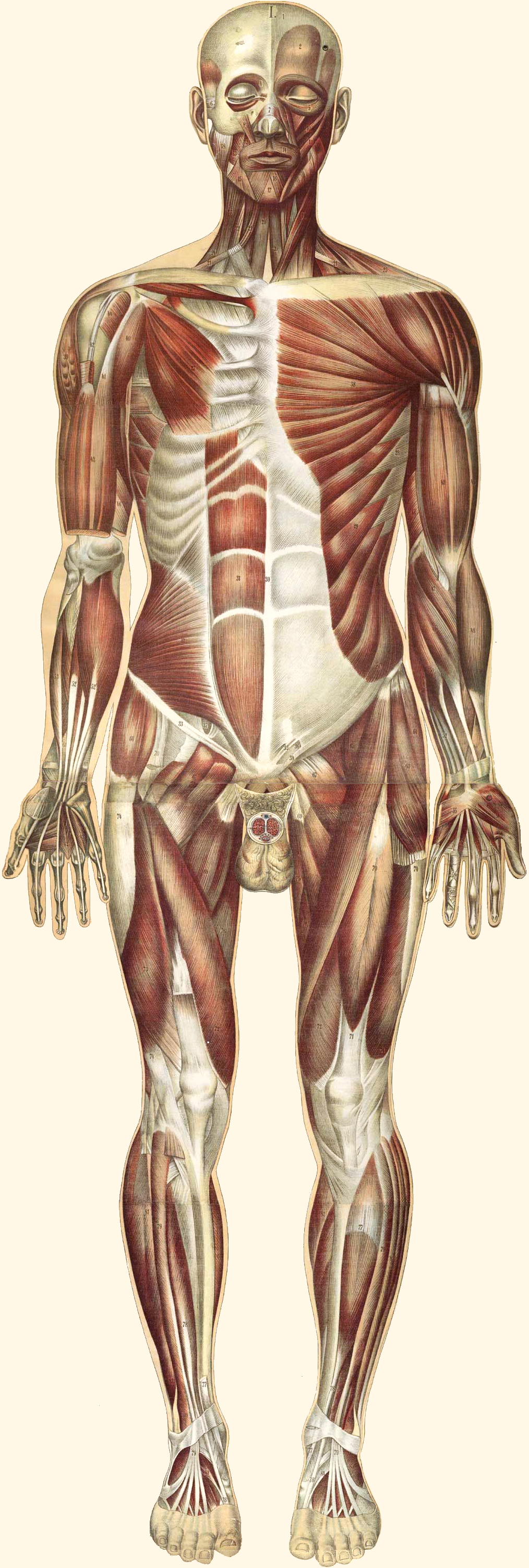

Мы́шечная систе́ма (мускулату́ра) — система органов высших животных и человека, образованная скелетными мышцами, которые, сокращаясь, приводят в движение кости скелета, благодаря которой организм осуществляет движение во всех его проявлениях. 
Мышечная система отсутствует у одноклеточных и губок, однако и эти животные не лишены способности к движению.
Мышечная система представляет собой совокупность способных к сокращению мышечных волокон, объединённых в пучки, которые формируют особые органы — мышцы или же самостоятельно входят в состав внутренних органов. Масса мышц намного больше, чем масса других органов — у позвоночных животных она может достигать до 50 % массы всего тела, у взрослого человека — до 40 %. Мышечную ткань животных также называют «мясом» и, наряду с некоторыми другими составляющими тел животных, употребляют в пищу. В мышечных тканях происходит превращение химической энергии в механическую энергию и теплоту.
У позвоночных мускулатуру разделяют на 2 основные группы:
- Соматическая (заключённая в стенках полостей тела («сомы»), заключающих в себе внутренности, а также образующая основную массу конечностей):
  - Скелетные мышцы (поперечнополосатые или иначе — произвольные). Прикрепляются к костям. Состоят из очень длинных волокон, длина от 1 до 10 см, форма — цилиндрическая. Их поперечная исчерченность обусловлена наличием чередующихся двоякопреломляющих проходящий свет дисков — анизотропных, более тёмных, и однопреломляющих свет — изотропных, более светлых. Каждое мышечное волокно состоит из недифференцированной цитоплазмы, или саркоплазмы, с многочисленными ядрами, расположенными по периферии, которая содержит большое число дифференцированных поперечнополосатых миофибрилл. Периферия мышечного волокна окружена прозрачной оболочкой, или сарколеммой, содержащей фибриллы коллагеновой природы. Небольшие группы мышечных волокон окружены соединительнотканной оболочкой — эндомизием (endomysium); более крупные комплексы представлены пучками мышечных волокон, которые заключены в рыхлую соединительную ткань — внутренний перемизий (perimysium internum); вся мышца в целом окружена наружным перимизием (perimysium externum). Все соединительнотканные структуры мышцы, от сарколеммы до наружного перимизия, являются продолжением друг друга и непрерывно связаны между собой. Всю мышцу одевает соединительнотканный футляр — фасция (fascia). К каждой мышце подходит 1 или несколько нервов и кровоснабжающие её сосуды. И те и другие проникают в толщу мышцы в области так называемого нервнососудистого поля (area nervovasculosa). С помощью мышц сохраняют равновесие тела, производят перемещение в пространстве, осуществляют дыхательные и глотательные движения. Эти мышцы сокращаются усилием воли под действием импульсов, поступающих к ним по нервам из центральной нервной системы. Характерны мощные и быстрые сокращения и быстрое развитие утомления
- Висцеральная (входящая в состав внутренностей, функционально не приспособленные к передвижению тела в пространстве):
  - Гладкие мышцы (непроизвольные). Они находятся в стенках внутренних органов и сосудов. Для них характерны: длина 0,02-0,2 мм, форма — веретеновидная, одно ядро — овальное в центре, нет исчерчености. Эти мышцы участвуют в транспортировке содержимого полых органов, например, пищи по кишечнику, в регуляции кровяного давления, сужении и расширении зрачка и других непроизвольных движениях внутри организма. Гладкие мышцы сокращаются под действием вегетативной нервной системы. Характерны медленные ритмические сокращения, не вызывающие утомления
  - Сердечная мышца. Имеется только в сердце. Эта мышца неутомимо сокращается в течение всей жизни, обеспечивая движение крови по сосудам и доставку жизненно важных веществ к тканям. Сердечная мышца сокращается самопроизвольно, а вегетативная нервная система только регулирует её работу через подачу импульсов.

В теле человека около 400 поперечнополосатых мышц, сокращением которых управляет центральная нервная система.

## Функции мышечной системы
- Двигательная
- Защитная (например, защита брюшной полости брюшным прессом)
- Формировочная (развитие мышц в некоторой степени определяет форму тела и функцию других систем, например, дыхательной)
- Энергетическая (превращение химической энергии в механическую и тепловую)